# 陶沙
陶沙是德国萨克森州的一个市镇。总面积23.88平方公里，总人口1460人，其中男性744人，女性716人（2011年12月31日），人口密度61人/平方公里。